# Dipodascaceae
Dipodascaceae es una familia de hongos levaduras en el orden Saccharomycetales. Según el 2007 Outline of Ascomycota, la familia contiene cuatro géneros; sin embargo la ubicación de Sporopachydermia y Yarrowia es incierta. Las especies en esta familia poseen una distribución amplia, y se las encuentra en tejidos vegetales en descomposición, o como organismos que echan a perder alimentos en la industria alimenticia.